# Podborowo (powiat szamotulski)
Podborowo – osada w Polsce położona w województwie wielkopolskim, w powiecie szamotulskim, w gminie Pniewy.
Podborowo leży na skraju kompleksu leśnego, około kilometra od pieszego żółtego szlaku turystycznego.
Pod koniec XIX wieku Podborowo było folwarkiem Żółtowskich. Wchodziło w skład powiatu szamotulskiego. Liczyło wówczas 5 domostw i 77 mieszkańców. W latach 1975–1998 miejscowość należała administracyjnie do województwa poznańskiego.